# Cordova (Alabama)
Cordova é uma cidade localizada no estado americano do Alabama, no Condado de Walker.

## Demografia
Segundo o censo americano de 2000, a sua população era de 2423 habitantes.
Em 2006, foi estimada uma população de 2327, um decréscimo de 96 (-4.0%).

## Geografia
De acordo com o United States Census Bureau, a localidade tem uma área de 15,4 km², dos quais 15,3 km² cobertos por terra e 0,1 km² cobertos por água. Cordova localiza-se a aproximadamente 133 m acima do nível do mar.

## Localidades na vizinhança
O diagrama seguinte representa as localidades num raio de 16 km ao redor de Cordova.